# Mącice
Mącice (prononciation : [mɔnˈt͡ɕit͡sɛ]) est un village polonais de la gmina de Chorzele dans le powiat de Przasnysz de la voïvodie de Mazovie dans le centre-est de la Pologne.
Il se situe à environ 11 kilomètres au nord-est de Chorzele (siège de la gmina), 36 kilomètres au nord de Przasnysz (siège du powiat) et à 124 kilomètres au nord de Varsovie (capitale de la Pologne).

## Histoire
Jusqu'en 1945, Montwitz fait partie de l'arrondissement d'Ortelsbourg dans le district de Königsberg, dans la province de Prusse-Orientale.
De 1975 à 1998, le village appartenait administrativement à la voïvodie d'Ostrołęka.